# 4601 Ludkewycz
4601 Ludkewycz este un asteroid din centura principală, descoperit pe 3 iunie 1986 de Marian Rudnyk.